# Pultost
Pultost je norský sýr vyráběný z odtučněného kyselého mléka bez využití syřidla, typický pro Hedmark a Oppland na jihovýchodě země. Podává se v různých stádiích zralosti, mladší sýry jsou spíše sušší a mají zrnitou strukturu, zráním se ale zrna rozpouští, a stává krémovějším a výraznějším. Ostrou, výraznou, chuť způsobují kvasinky z čeledi Cryptococcaceae a sýr bývá navíc kořeněn kmínem a silně solen. Tradičně se jí s chlebem nebo vařenými brambory, rozpuštěnému putlostu se smetanou se říká kokost. Vyznačuje se nízkým obsahem tuku, zhruba 0, 9 g na 100 g, a vysokým obsah bílkovin. Jméno odkazuje na dánské pult „hrudkovitý“ nebo na latinské puls „kaše“ a je nazýván také fatost, knaost, trogost nebo ramost.
Podobně se připravují další sýry, známé především v severní a střední Evropě, původně za účelem využití zbytkové suroviny zbylé po přípravě kysané smetany a másla. Příkladem je norský gamalost, české olomoucké tvarůžky, švýcarský Werdenberger Sauerkäse a německé Sauermilchkäses, jako Harzer Käse a Hessischer Handkäse.